# Stjärntjärnen, Värmland
Stjärntjärnen är en sjö i Sunne kommun i Värmland och ingår i Göta älvs huvudavrinningsområde.